# Batalla de Tinchebray
La batalla de Tinchebray se libró el 28 de septiembre de 1106 en la localidad de Tinchebray, Normandía, y en ella se enfrentaron la fuerza invasora del rey Enrique I de Inglaterra contra el ejército de su hermano mayor Roberto Curthose, duque de Normandía. Los caballeros de Enrique I lograron una victoria decisiva y capturaron al duque Roberto, que permaneció en prisión en Gran Bretaña hasta su muerte en 1134.

## Preludio
El año anterior Enrique I había invadido Normandía y ocupado las ciudades de Caen y Bayeux, aunque hubo de interrumpir su campaña y regresar a la isla para hacer frente a los problemas políticos surgidos por la Querella de las Investiduras. Una vez resueltos, regresó al continente en la primavera de 1106. Tras la rápida toma de la abadía fortificada de Saint-Pierre sur Dives (cerca de Falaise), puso rumbo al sur y asedió el castillo de Tinchebray, ubicado en una colina sobre la villa. Tinchebray estaba en la frontera con el condado de Mortain, al suroeste del ducado de Normandía, y pertenecía a Guillermo, conde de Mortain, que era uno de los barones normandos más poderosos y aliado de Roberto Curthose. El duque normando reunió a sus tropas para romper el asedio y tras varias negociaciones infructuosas, decidió que lo mejor era librar una batalla campal.

## Desarrollo
El ejército del rey de Inglaterra estaba dividido en tres cuerpos. Los dos principales estaban comandados por Ranulf de Bayeux, Roberto de Beaumont, conde de Leicester, y Guillermo de Warenne, conde de Surrey. Además contaba con una reserva liderada por Elías I de Maine, oculta en el flanco. En el bando inglés también estaban Alano IV de Bretaña, Guillermo, conde de Évreux, Ralph de Tosny, Roberto de Montfort y Roberto de Grandmesil. En el bando del duque Roberto combatían Guillermo, conde de Mortain, y Roberto II de Bellême.
El combate tan solo duró una hora. Cabe destacar que Enrique I ordenó a sus caballeros que combatieran a pie al igual que él, por lo que la infantería jugó un papel esencial, algo inusual en las tácticas militares normandas. Las fuerzas del duque, compuestas por hombres de Bayeux, Avranches y Cotentin, cargaron frontalmente contra las del rey inglés, pero la intervención de la reserva inglesa fue decisiva y la mayor parte de los soldados del duque fueron capturados o muertos en combate.

## Consecuencias
Además del propio Roberto, entre los prisioneros estuvieron Edgar Atheling (tío de la esposa de Enrique I) y Guillermo, conde de Mortain. Roberto II de Bellême, comandante de la retaguardia de las fuerzas ducales, traicionó a Roberto Curthose y huyó para evitar morir o caer prisionero. La mayoría de presos fueron liberados, pero el duque Roberto y Guillermo de Mortain permanecieron en prisión el resto de sus vidas. El hijo legítimo del duque, Guillermo Clito, reclamó el ducado de Normandía y lideró varias rebeliones que duraron el resto del reinado de Enrique I.